# Zahradník a jeho pán
Zahradník a jeho pán (ve francouzském originále Le Jardinier et son seigneur) je jednoaktová opéra comique francouzského skladatele Léa Delibese na libreto Théodora Barrièra a Michela Carrého podle stejnojmenné bajky Jeana de La Fontaina. Měla premiéru 1. května 1863 v pařížském divadle Théâtre-Lyrique.

## Vznik a historie díla

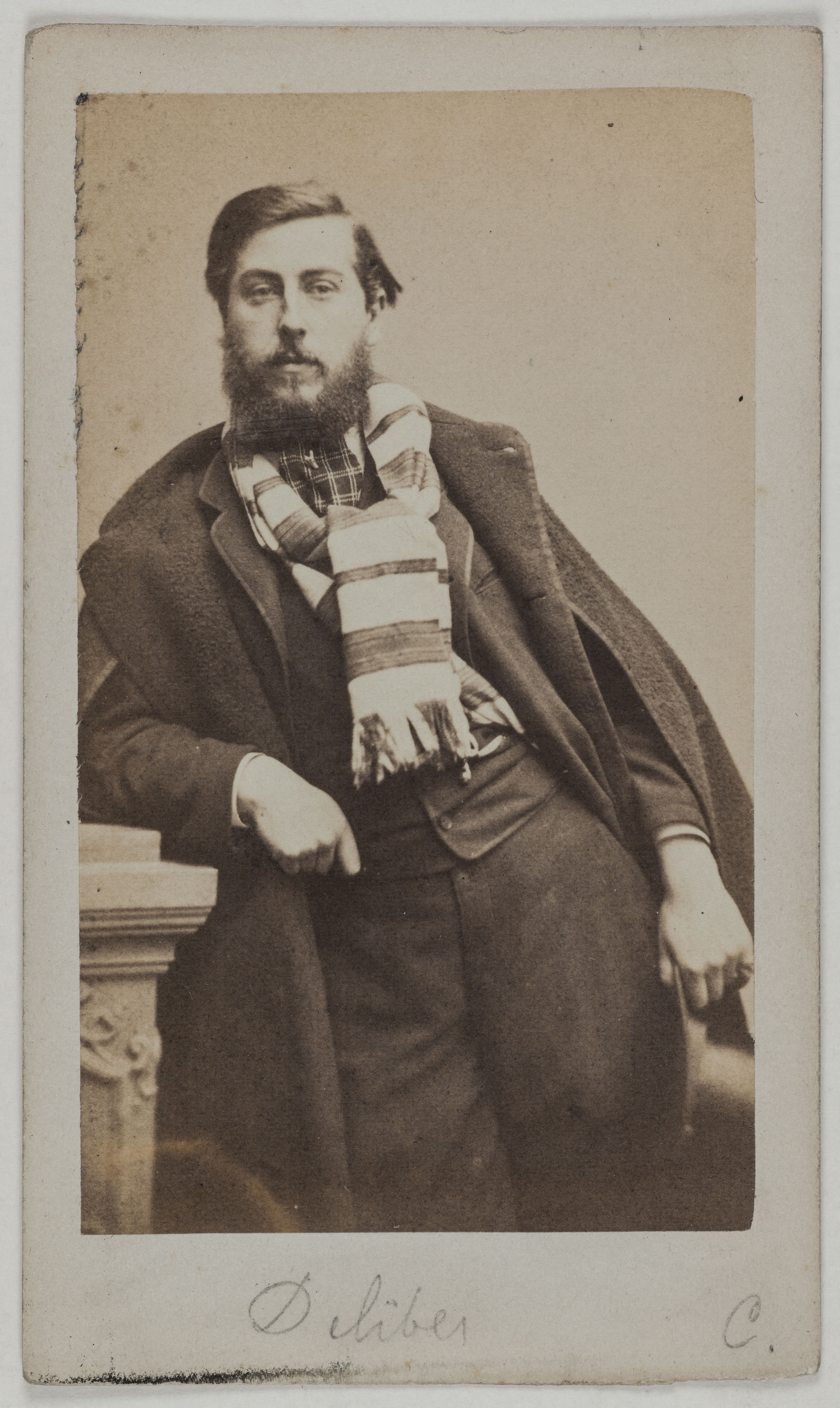
Skladatel Léo Delibes

Skladatel Léo Delibes pracoval v letech 1855–1863 jako korepetitor v pařížském operním divadle Théâtre-Lyrique, současně však napsal několik jednoaktových operet pro Théâtre des Folies-Nouvelles a Théâtre des Bouffes-Parisiens. Pro své domovské divadlo napsal již roku 1857 opéru comique Advokát Griffard, která měla značný úspěch. Po jistém odstupu mu dodal nové dílo na divadlem vybrané libreto Barrièra a Carrého. Michel-Antoine-Florentin Carré (1821–1872) byl dramatik a libretista působící zejména ve dvojici s Julesem Barbierem, v níž napsali mj. původní činoherní podobu Hoffmannových povídek (1851) a text k některým z nejúspěšnějších francouzských oper 50. a 60. let 19. století, jako Gounodův Faust a Romeo a Julie, Massého Jeannettina svatba či Thomasova Mignon a Hamlet; v 60. letech pracoval zejména pro Théâtre-Lyrique, ale dříve přispěl i k repertoáru Bouffes-Parisiens (Růže ze Saint-Flouru, Zasnoubení při lucernách). Naopak jeho spoluautor, Théodore Barrière (1821–1877), byl úspěšný dramatik, avšak hudebnímu divadlu se věnoval jen zcela ojediněle a Zahradník a jeho pán byl jeho prvním pokusem v tomto směru.

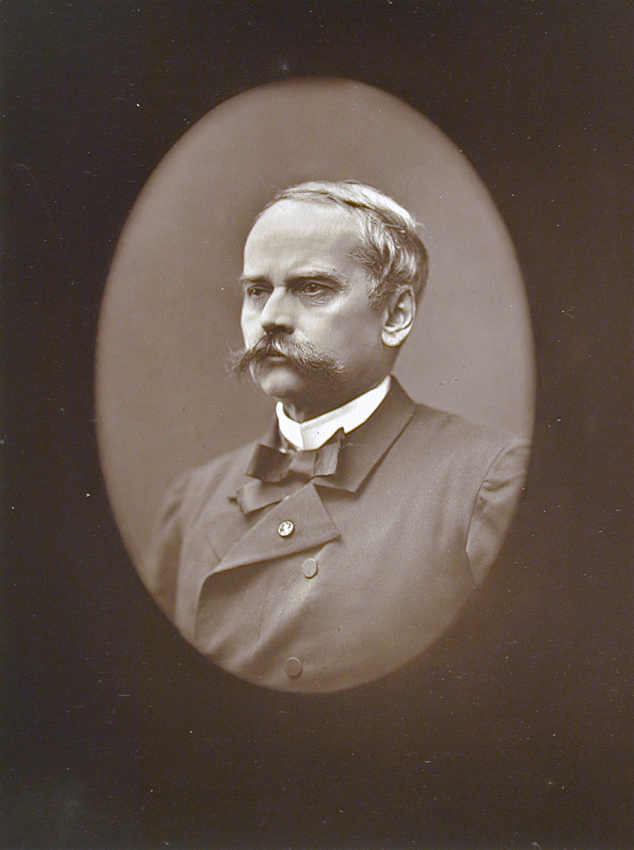
Libretista Théodore Barrière

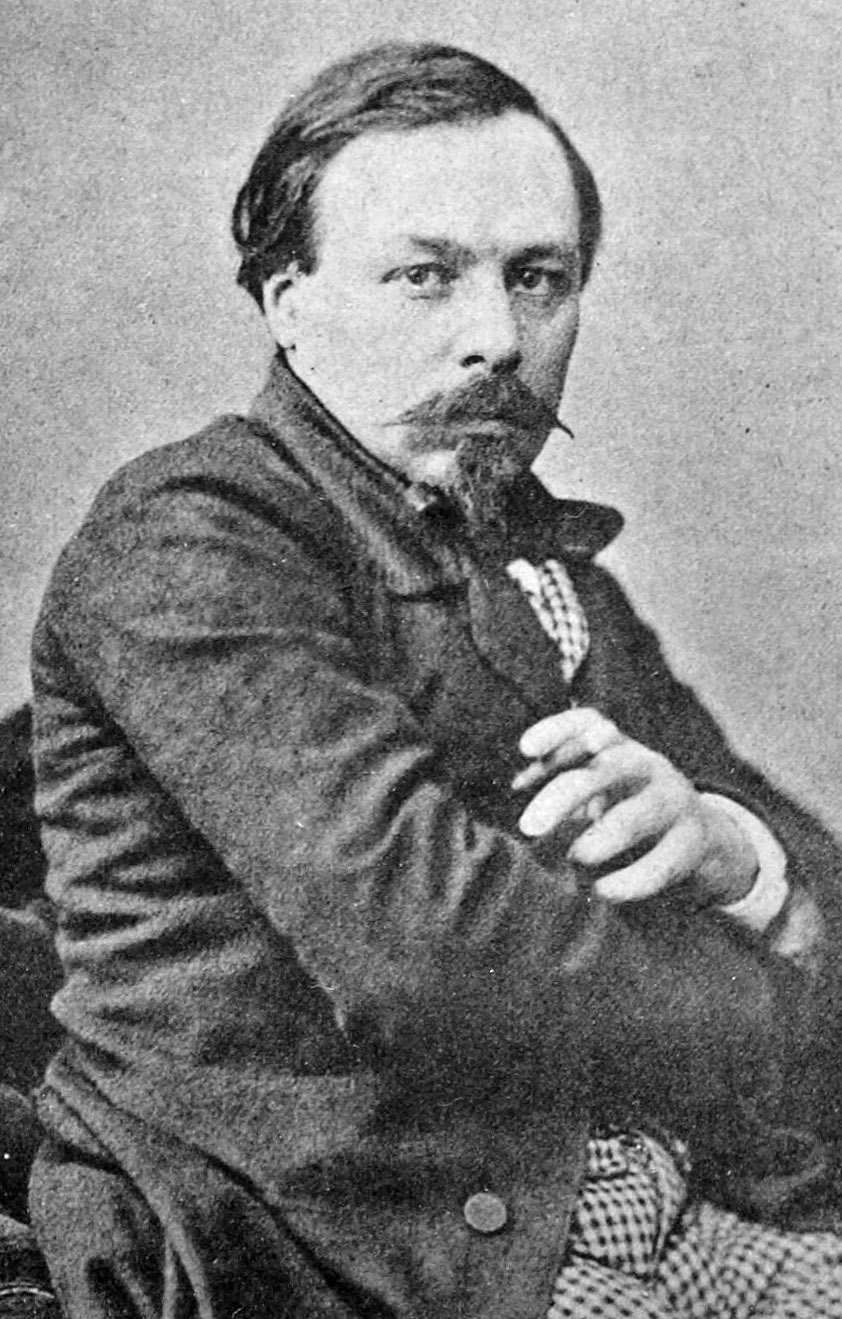
Libretista Michel Carré

Námět je i s řadou podrobností převzat ze stejnojmenné bajky Jeana de La Fontaina z roku 1668. Pod týmž názvem a na týž námět napsali již více než sto let před Carrém, Barrièrem a Delibesem opéru comique dramatik Michel-Jean Sedaine a skladatel François-André Danican Philidor; jejich Zahradník a jeho pes měl premiéru 18. února 1761. Delibesova opera měla původně nést pozměněný název Le lièvre au gîte (Zajíc v pelechu), ale nakonec se autoři přidrželi všeobecně známého titulu.
Už uvedení Advokáta Griffarda provázely organizační problémy. Pravidla autorskoprávní organizace Société des auteurs et compositeurs dramatiques (SACD) totiž ve snaze eliminovat protekci zakazovala divadlům uvádět díla svých zaměstnanců, kterým Delibes v Théâtre-Lyrique byl. I s uvedením Zahradníka a jeho pána byly podobné potíže a značné průtahy. Delibes si sice nakonec vydobyl výjimku, avšak v souvislosti s těmito spory Théâtre-Lyrique nakonec opustil a nastoupil jako sbormistr v pařížské Opeře.
Delibesovu Zahradníku a jeho pánovi při premiéře předcházela jiná novinka, Rózini snoubenci vikomtesy Clémence de Grandval. Jakožto jedno z řídkých děl zkomponovaných ženou vzbudila v tisku zvýšenou pozornost, hodnocení Delibesova díla však bylo vesměs příznivější a rovněž publikum dávalo jeho dílu přednost.
V Zahradníku a jeho pánovi, psaném pro oficiální divadlo, se Delibes vrátil k „ušlechtilejší“ hudbě, než jakou používal v operetách pro Bouffes-Parisiens. Už klasický venkovský námět ho ostatně směroval k převážně idylickému, pastorálnímu stylu. Navazoval tak na svého učitele Adolpha Adama, zejména na jeho pastorální díla typu Chata v Alpách. Řada recenzentů na to upozorňovala. Například Léon Durocher v Revue et Gazette musicale de Paris psal: „Pokud by byl Zahradník a jeho pán představen veřejnosti jako Adamovo posmrtné dílo, nikdo by se nad tím nepozastavil.“ Zatímco Durocher to formuloval jako lichotku, podle Johannese Webera v deníku Le Temps je Delibesovým „hlavním nedostatkem […] to, že příliš úzkostlivě imituje svého učitele Adolpha Adama. V této partituře není ani jedno číslo, ani jedna hudební fráze, o níž by se nedalo snadno říci, podle kterého mistra byla střižena.“ Benoît Jouvin v Le Figaro ukazoval na problémy této závislosti: Jouvin (Figaro): „[Delibes] Má jeho [=Adamovu] snadnou ruku, jeho jiskru, a stejně jako on nepohrdne žádnou melodií, která jde kolem, i kdyby to byla ztracená melodie nesoucí na krku obojek s iniciálami svého původního majitele.“ Nepůvodnost a konvenčnost tvořily hlavní výtky Weberovy nepříznivé recenze. Kritiky se však shodovaly i na divadelní účinnosti Delibesovy hudby. „Hudba se […] dokonale přizpůsobuje textu a pan Delibes prokázal mnoho taktu, když se pevně přidržoval úrovně předmětu, který měl zpracovat,“ psal Albert de Lasalle v Le Monde illustré.

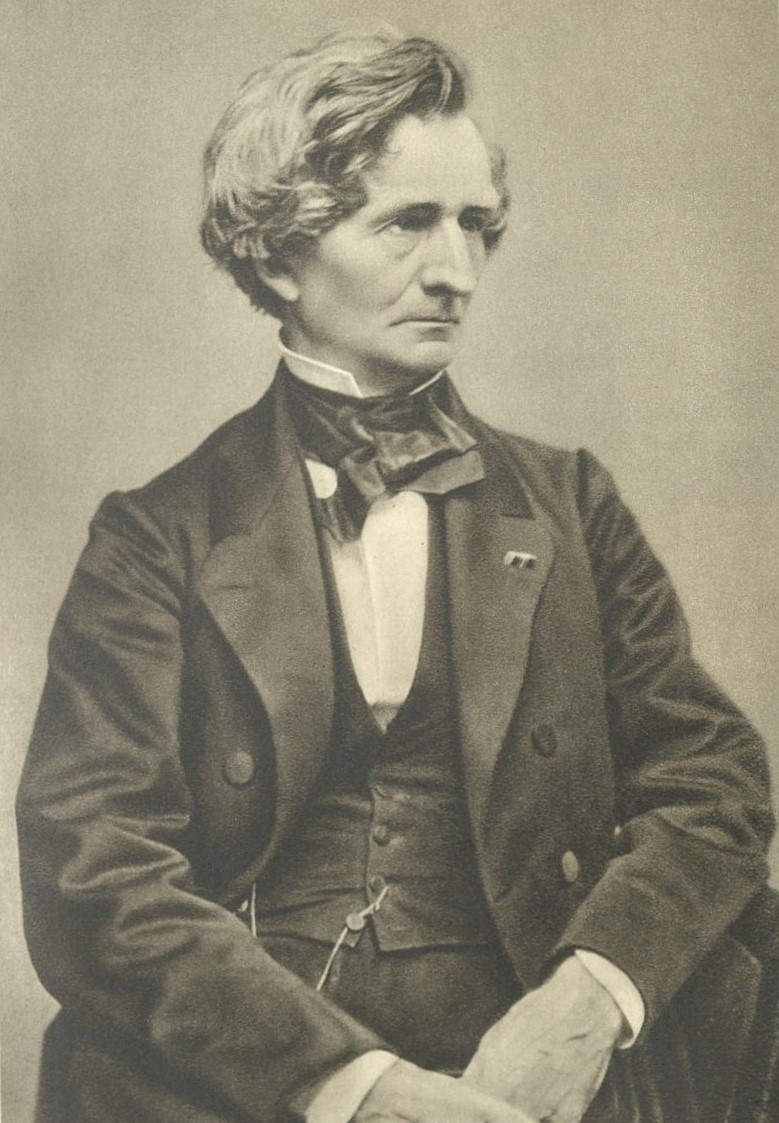
Hector Berlioz byl tentokrát ve své recenzi Zahradníka a jeho pána přiznivý. Fotografie z roku 1863.

Zadostiučiněním pro Delibese mohlo být příznivé hodnocení Hectora Berlioze, který před pěti lety Advokáta Griffarda podrobil zdrcující hudební i mravní kritice. Nyní slavný skladatel psal: „V partituře pana Delibese je mnoho vervy a naturelu; v první části si lze všimnout pěkného kupletu, velmi dobře a s velkým úspěchem zpívaného slečnou Faivreovou, pěkného duettina ve tříčtvrtečním taktu, velmi dobře napsaného sboru náhončích a ansámblu o nočním dostaveníčku, vedeného a vykresleného s velkým umem. Árie pána je trochu nevýrazná. Tato malá opera uspěla; bude velmi příjemným zpestřením repertoáru.“
Podle zpráv v tisku byl Zahradník a jeho pán přijat premiérovým obecenstvem příznivě. „Předehra, jež obsahuje půvabný venkovský motiv a loveckou strettu, od počátku naladila obecenstvo velmi příznivě a toto šťastné rozpoložení se udrželo až do pádu opony,“ psal v hudebním týdeníku Le Ménéstrel Jules Lovy. De Lasalle tvrdil, že „[h]erci se bavili a obecenstvo rovněž“. Chválena byla i herecká souhra celého ansámblu; z jednotlivých představitelů zřetelně nejvíce zapůsobila Amélie Faivreové v kalhotkové roli Petříčka (Petit-Pierre). Přesto zájem publika nepřetrval; vedení Théâtre-Lyrique se navíc v té době již odklánělo od jednoaktových oper k celovečerním a nemělo důvod prosazovat skladatele, který je právě opustl. Tato opera tedy nakonec dosáhla pouhých 11 představení – ve srovnání například se 64 reprízami Advokáta Griffarda.
Jediným dalším divadlem, které Delibesova Zahradníka a jeho pána uvedlo, bylo Královské divadlo La Monnaie v Bruselu (premiéra 23. října 1863); i zde vystupovala v nejvděčnější roli Petříčka (Petit-Pierra) Amélie Faivreová. Ani v Belgii tato opera netriumfovala a dosáhla jen pěti představení. Recenzent deníku ‘’L’Indépendence belge’’ přirovnával Delibese k Ferdinandu Poiseovi (Jean-Alexandre-Ferdinand Poise, 1828–1892, který přispěl k Delibesově operetě Dvě staré ošetřovatelky) a jejich společnému učiteli Adolphu Adamovi. „Nápaditostí hudba Zahradníka a jeho pána zrovna nehýří. Nehledejte v ní originální melodie, nechcete-li být zklamáni; naučte se soustředit na přednosti její formy, na důmyslné harmonické kombinace a na pikatní detaily instrumentace. […] Pokud se tradice lehké hudby, totiž lehké obsahem i formou, ztrácejí, nebude to vina ani pana Poiseho, ani pana Lea Delibese.“
V nové době dosud nebyl Zahradník a jeho pán znovu uveden.

## Osoby a první obsazení

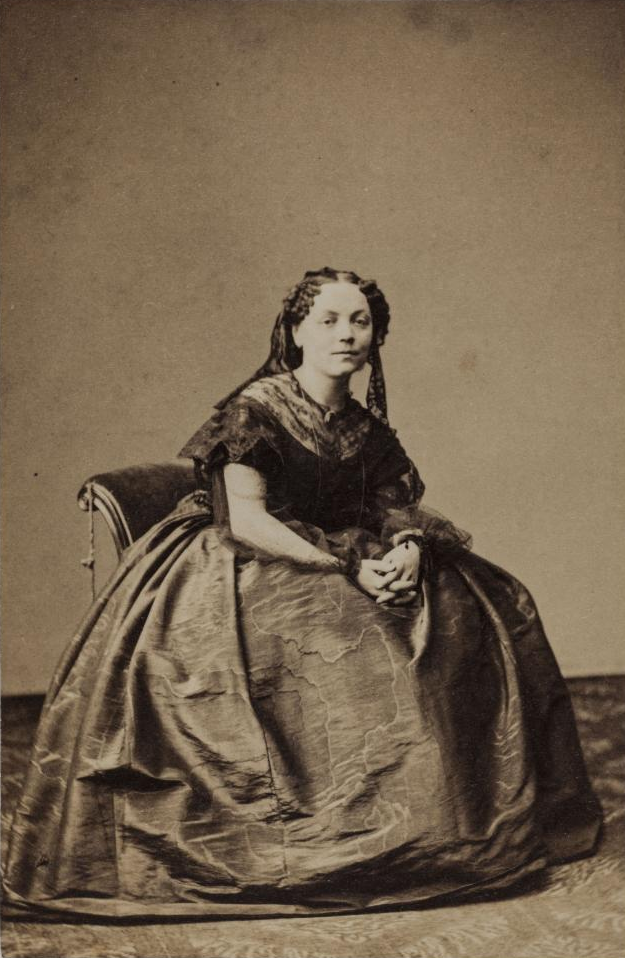
Zpěvačka Amélie Faivreová se velmi líbila v roli Petříčka v Zahradníku a jeho pánovi.

| osoba                                | hlasový obor             | premiéra (1. května 1863) |
| ------------------------------------ | ------------------------ | ------------------------- |
| Jean Maclou, sedlák                  | bas                      | Gabriel                   |
| Petit-Pierre, jeho schovanec         | soprán (kalhotková role) | Amélie Faivre             |
| Baron                                | tenor                    | Auguste Legrand           |
| Marcasse                             | baryton                  | Émile Wartel              |
| Margot, žena Jeana Macloua           | mezzosoprán              | Barbe-Éléonore Duclos     |
| Tiennette, její dcera                | soprán                   | Estagel                   |
| Čeledíni a děvečky na statku, pikéři |                          |                           |
| Dirigent: Adolphe Deloffre           |                          |                           |

## Děj opery
(Odehrává se u statku Jeana Macloua)
Jean Maclou, bývalý zahradník místního pana barona, má nyní prosperující statek, milující ženu Margot a způsobnou dceru Tiennette, ale přesto je velmi nespokojen: v zeleninové zahradě se mu skrývá zajíc, který mu požírá úrodu a kterého nemůže chytit ani vystrnadit (předehra a č. 1 introdukce a kuplet V'là huit grands jours qu'un coquin d'lièvre). Když hází nazdařbůh kameny, trefí i přicházejícího pasáka krav Petit-Pierra, Tiennettina nápadníka. Zasažený Petit-Pierre se příhodě jen směje, i když Maclou zuží a chce mu dát výpověď; pro Petit-Pierra e přihlouplý smích stejně přirozenou reakcí na cokoli jako pro Macloua vztek (č. 2 kuplet Petit-Pierra Quand quelq' chos' vous tracasse). Maclou ho chce udeřit obuškem, ale Margot a Tiennette se mu staví do cesty a domlouvají mu (č. 3 kvartet Pourqoi don maltraiter c'garçon). Maclou se uklidní, ale stále Petit-Pierra jakožto zetě odmítá – ledaže by mu ještě dnes přinesl inkriminovaného zajíce.

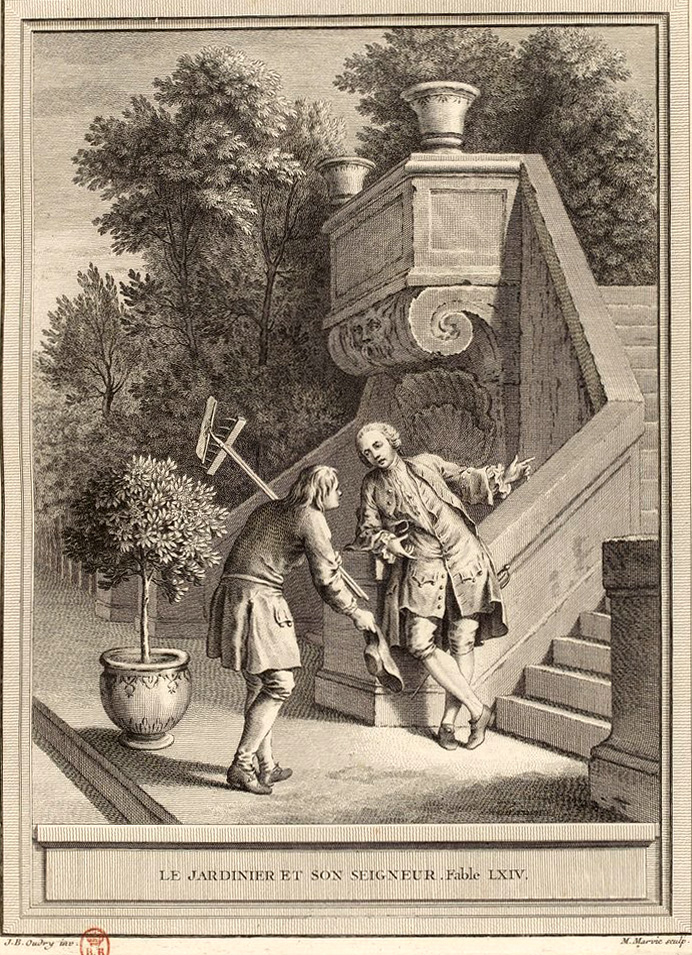
Ilustrace k bajce Zahradník a jeho pán, rytina Martina Marvieho podle Jeana-Baptisty Oudryho

Je slyšet lovecké rohy (č. 3 bis fanfára) – pan baron poblíž vede hon. Macloua něco napadne a jde pána vyhledat; i Tiennette má plán, totiž vyprosit od barona pro Petit-Pierra místo hajného. Petit-Pierre a Tiennette se poněkud předčasně radují nad tím, že budou svoji (č. 4 duet Restez donc là près d'votre amant) .
Maclou přivádí na statek barona a jeho pobočníka Marcasse. Pak barona prosí, aby mu vyhnal ze zelného pole zajíce. Baron málem Macloua spráská bičem, že si dovoluje něco takového po pánovi žádat, ale povšimne si sličné Tiennetty (a Marcasse zase fešné Margot). Proto přistoupí na Maclouovu žádost – za podmínky, že předtím pohostí celou loveckou výpravu. Margot a Tiennette už tuší, že to bude nejdražší zajíc na světě. Baronovi pikéři dělají hluk, vyjí Maclouovy zásoby šunky a vypijí jeho víno, k čemuž jim musí Petit-Pierre zpívat (č. 5 sbor, ansámbl a píseň Vive le bruit, vive la chasse ... Quand le père Mathurin). A když se pak dají do lovu na zajíce, zničí celou zahradu i přilehlé pole, zatímco zajíc vesele uteče...

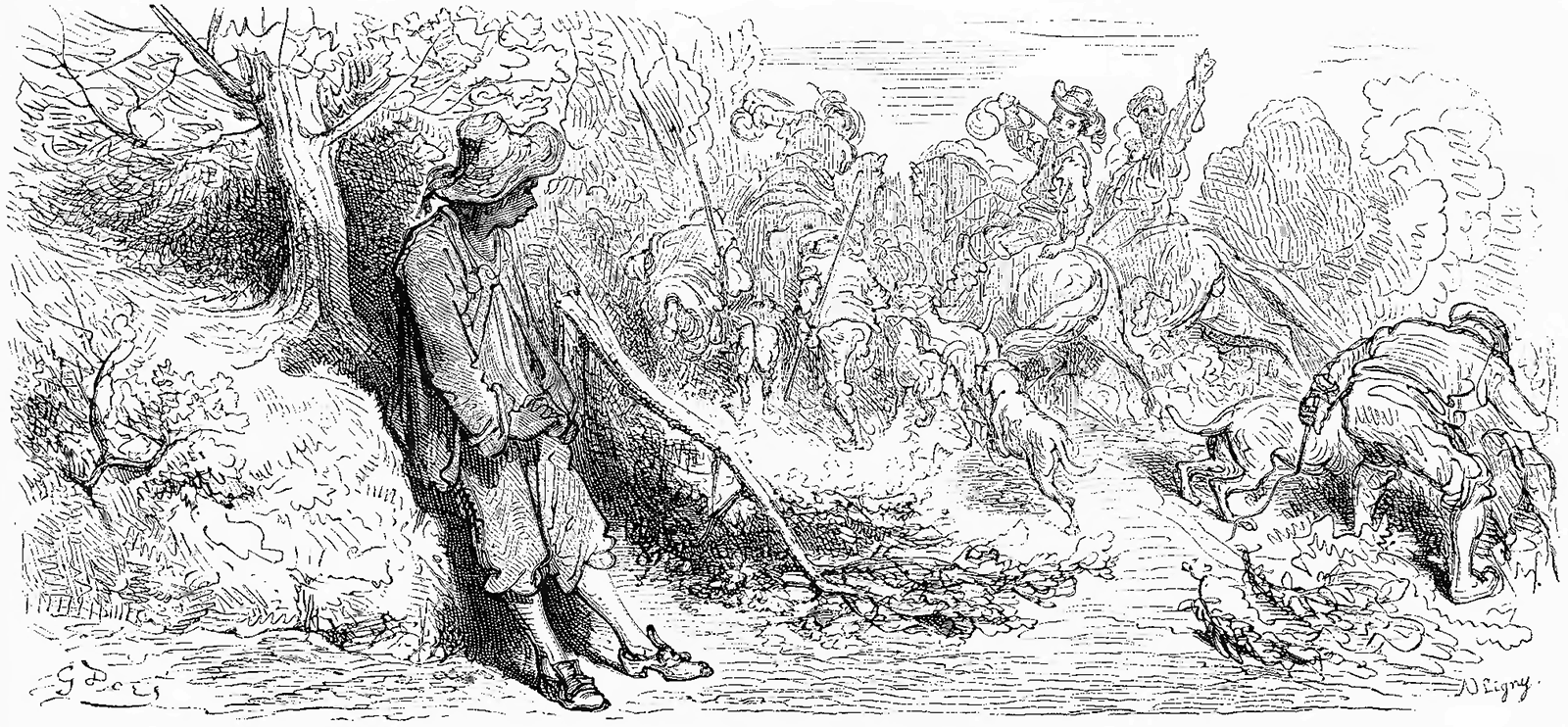
Ilustrace k bajce Zahradník a jeho pán od Gustava Dorého

Maclou běží za lovci. Toho využije Marcasse a doráží na Margot – její manžel se honí za zajícem a nehledí si jí, třebaže přísloví praví, že není radno honit se za dvěma zajíci (č. 6 scénická hudba a kuplet Il est un vieux dicton). Rovněž baron se přichází dvořit Tiennettě. Ženy ale své nezvané svůdce dokáží vodit za nos: Tiennette přitom od barona pod příslibem hubičky vymámí jmenování Petit-Pierra hajným, přestože toto místo bylo přislíbeno Marcassovi (č. 7 kvartet Pendant que mon père est en chasse), a Margot záměrně laškuje s Marcassem právě tehdy, když se s nepořízenou vrací Maclou, aby manžela odvedla od jeho bláznivého boje proti zajíci.
Zvíře je ostatně dosud naživu, ale už ho přináší Petit-Pierre. Vypráví, jak běžel za zajícem a pod keřem natrefil paní baronku s jakýmsi oficírem, zatímco zajíc se zamotal do pentlí barončina odloženého oděvu... Baronka navíc po zajíci poslala manželovi výsměšný pozdrav. Baron se snaží zachránit si tvář alespoň tím, že slíbí Maclouovi uhradit škody způsobené na úrodě jakožto Tiennettino věno. Slibuje přijít na svatbu, ale Petit-Pierre mu radí, aby se neobtěžoval, nechce-li se utkat se žárlivým novomanželem (č. 8 finále - repríza písně Quand le jour s'ra v'nu).